# Стрибка
Стрибка, також гостроносик, кефаль-губач (Chelon labrosus) — риба родини кефалевих. Зустрічається у східній Атлантиці від Скандинавії і Ісландії на південь до Сенегалу і Кабо-Верде, також у Середземному морі. У Чорному морі відзначалася поодиноко біля берегів Криму та Кавказу. Вважалося, що цей вид заходить до Чорного моря на нагул, але не розмножується. У 1980 р. знайдено малька у лимані Донузлав, що було приводом для гіпотези про можливе розмноження цього виду у Чорному морі.